# Peter Freudenthaler

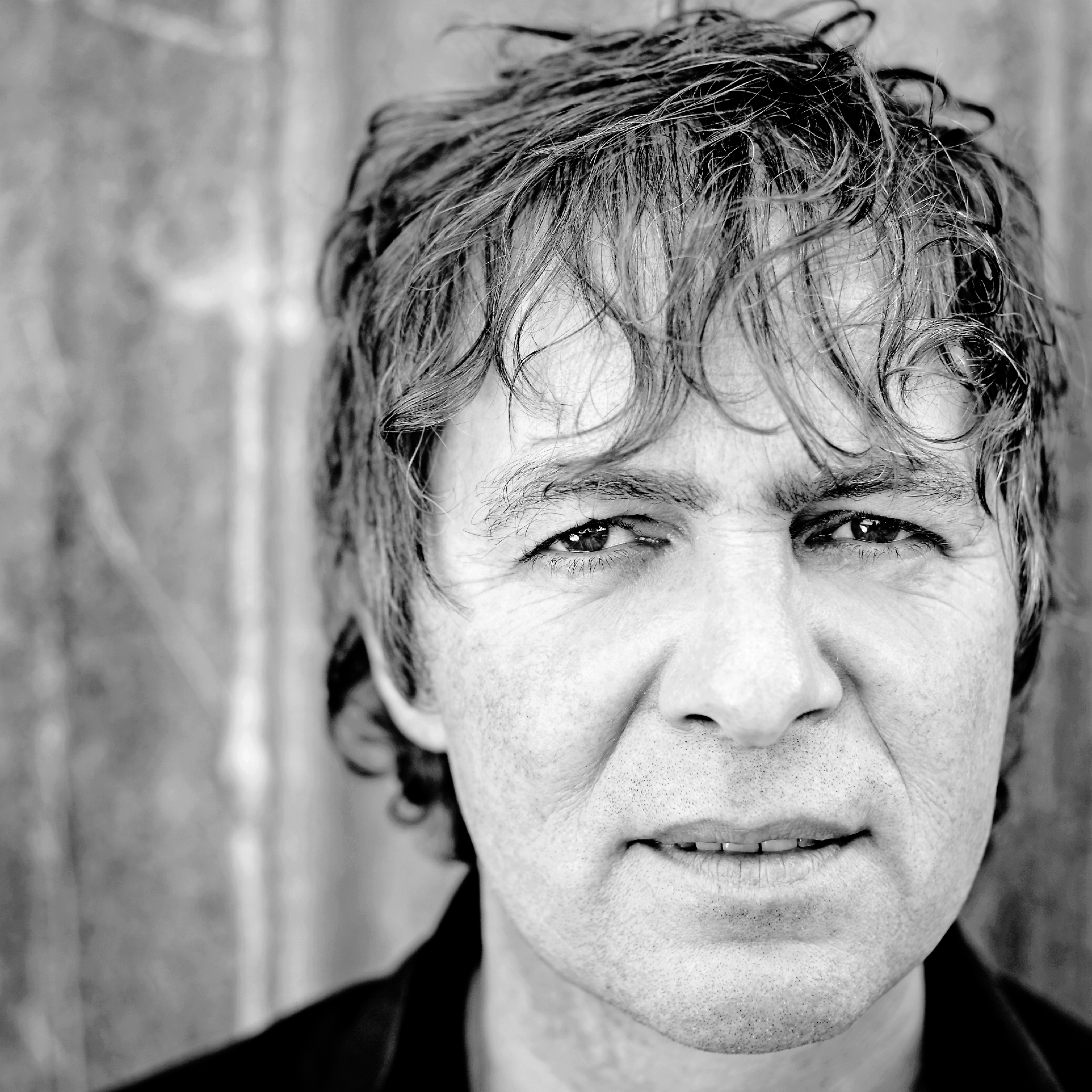
Peter Freudenthaler

Peter Freudenthaler (* 19. Februar 1963 in Pforzheim) ist Gründungsmitglied und Frontsänger der deutschen Band Fools Garden.

## Leben
Freudenthaler wuchs in Neuhausen im Enzkreis auf und ging auf das Hebel-Gymnasium Pforzheim. Er absolvierte einen Zivildienst und begann eine Ausbildung als Schreiner an der Alfons-Kern-Schule in Pforzheim.
In Stuttgart studierte er Medientechnik und lernte dort Volker Hinkel kennen, mit dem er die Band Fools Garden 1991 gründete. Während seines Studiums jobbte er in Karlsruhe in einem Musikgeschäft. Als 1995 das Lied Lemon Tree zu einem Welterfolg wurde, brach er sein Studium ab und widmete sich ganz der Musik.
Er lebt heute mit seiner Familie in Ötisheim.